# Cangues
Cangues (llamada oficialmente Santo Estevo de Cangues) es una parroquia y una aldea del municipio español de Irijo, en la provincia de Orense, Galicia.

## Toponimia
La parroquia también es conocida por los nombres de San Esteban de Cangues y San Estevo de Cangues.

## Organización territorial
La parroquia está formada por dos entidades de población:
- Cangues
- Casar (O Casar)

## Demografía

### Parroquia
| Gráfica de evolución demográfica de Cangues (parroquia) entre 2000 y 2022 |
|                                                                           |
| Datos según el nomenclátor publicado por el INE.                          |

### Aldea
| Gráfica de evolución demográfica de Cangues (aldea) entre 2000 y 2022 |
|                                                                       |
| Datos según el nomenclátor publicado por el INE.                      |